# Stade Mané Garrincha (Rio de Janeiro)
Pour les articles homonymes, voir Stade Mané-Garrincha.
Le stade Mané Garrincha, anciennement appelé stade du Maréchal Hermes, est un stade brésilien, situé dans la zone nord de la ville de Rio de Janeiro.
Il fut construit en 1978, pour accueillir les matches du Botafogo de Futebol e Regatas, à l'emplacement d'un ancien terrain de football du Sport Club União, inauguré en 1922.

## Histoire
Le Botafogo y disputa ses matches après la perte de son siège et de son stade du Général Severiano. Le transfert intervint le jour anniversaire des 73 ans du Botafogo Football Club, le 12 août 1977 et il accueillit son premier match le 22 octobre 1978, avec une victoire du Botafogo sur l'Associação Atlética Portuguesa, par 2 buts à 1.
Dans les années 1990, après avoir récupéré Général Severiano et obtenu la concession du stade Caio-Martins, l'équipe professionnelle cessa d'utiliser Maréchal Hermes, qui fut mis à disposition des équipes de jeunes du club.
À la fin de chaque année, la fameuse peneira y est organisée pour découvrir de nouveaux joueurs pour l'équipe. On y trouve deux terrains de football, aux normes officielles, ainsi qu'un hébergement utilisé par quelques joueurs.